# Ибрахим Биоградлић
Ибрахим Ибро Биоградлић (Сарајево, 8. март 1931—Сарајево, 20. фебруар 2015) био је југословенски и босанскохерцеговачки фудбалер и фудбалски тренер.

## Биографија и каријера
Одрастао је у Сарајеву, а од малих ногу био је везан за фудбал, па је са 15 непуних година почео каријеру у Радничко фискултурном друштву Ударник. Након тога, као омладинац играо је за Сарајево, а прву утакмицу за клуб имао у новембру 1950. године, у оквиру Купа маршала Тита. Током наредне сезоне имао је четири прволигашка наступа, а у сезони 1952. године постао је првотимац и најчешће играо левог бека. Током сезоне 1952/53. за Сарајево је одиграо 27 утакмица, укључујући и утакмице у купу и постигао 5 голова. Након што је скренуо пажњу на свој таленат, заиграо је за младу репрезентацију Југославије, на пет утакмица. Због повреде, пропустио је већи део сезоне 1953/54, а на крају сезоне вратио се и добио позив да игра за национални фудбалски тим Југославије. Једини наступ за Југославију имао је на Олимпијским играма 1956. године у Мелбурну. У јесен 1957. године отишао је на одслужење војног рока. Након повратка из војске, наставља да игра за Сарајево, где остаје све до 1967. године, када завршава фудбалску каријеру. Још пре завршетка каријере, постао је директор тима. Укупно је остварио 317 званичних, а 378 наступа у такмичарским утакмицама и постао играч са највише одиграних утакмица за Сарајево.